# Rückkehr nach Haifa
Rückkehr nach Haifa (arabisch عائد إلى حيفا, DMG ʿĀʾid ilā Ḥaifā) ist ein Roman von Ghassan Kanafani aus dem Jahr 1972. In ihm thematisiert der Autor den israelisch-palästinensischen Konflikt anhand der Geschichte eines Mannes, der während des Palästinakrieges seinen Sohn zurücklassen musste.

## Inhaltsangabe
Am 30. Juni 1967 kehrt der palästinensische Flüchtling Said S. mit seiner Frau Safija in seine Heimat Haifa zurück, aus der er vor 20 Jahren fliehen und seinen 5 Monate alten Sohn Chaldun zurücklassen musste. Als er zu seinem alten Haus zurückkehrt, trifft er dort auf seinen Sohn, der von einer israelischen Familie adoptiert wurde und nun israelischer Soldat ist und den Namen Dov trägt. Seine israelische Mutter ist eine Frau mit Namen Mirjam, die das Haus von Said während des Palästinakrieges mit  ihrem Mann in Besitz genommen hat. Es kommt zu einem längeren Gespräch zwischen Said und Dov, an dessen Ende der Vater seinen Sohn zurückweist, da dieser nicht von der israelischen Sache abrücken will.

## Rezensionen
Ulrich Rüdenauer schrieb in der Süddeutschen Zeitung: „Es ist eindeutig, welche Position Kanafani in diesem die Familie und ein ganzes Land zerreißenden Konflikt einnimmt. […] Er lässt allerdings keinen Zweifel daran, dass ein Unrecht ein anderes Unrecht nicht rechtfertigt, dass es eine Verständigung, ein Zusammenleben nicht geben wird […]“

## Übersetzungen
- Ghassan Kanafani: Rückkehr nach Haifa. Roman aus Palästina. Lenos Verlag, Basel, 1986.